# Winther Motors
Winther Motors, anteriormente Winther Motor Truck Company y Winthrop Motor Truck Company, fue un fabricante estadounidense de vehículos de motor. La empresa producía camiones y aparatos contra incendios desde 1917, y decidió ampliar su producción con el Winther, un automóvil fabricado en Winthrop Harbor (Illinois) y Kenosha, por Winther Motors Sales Corporation entre 1920 y 1923.

## Historia de la empresa

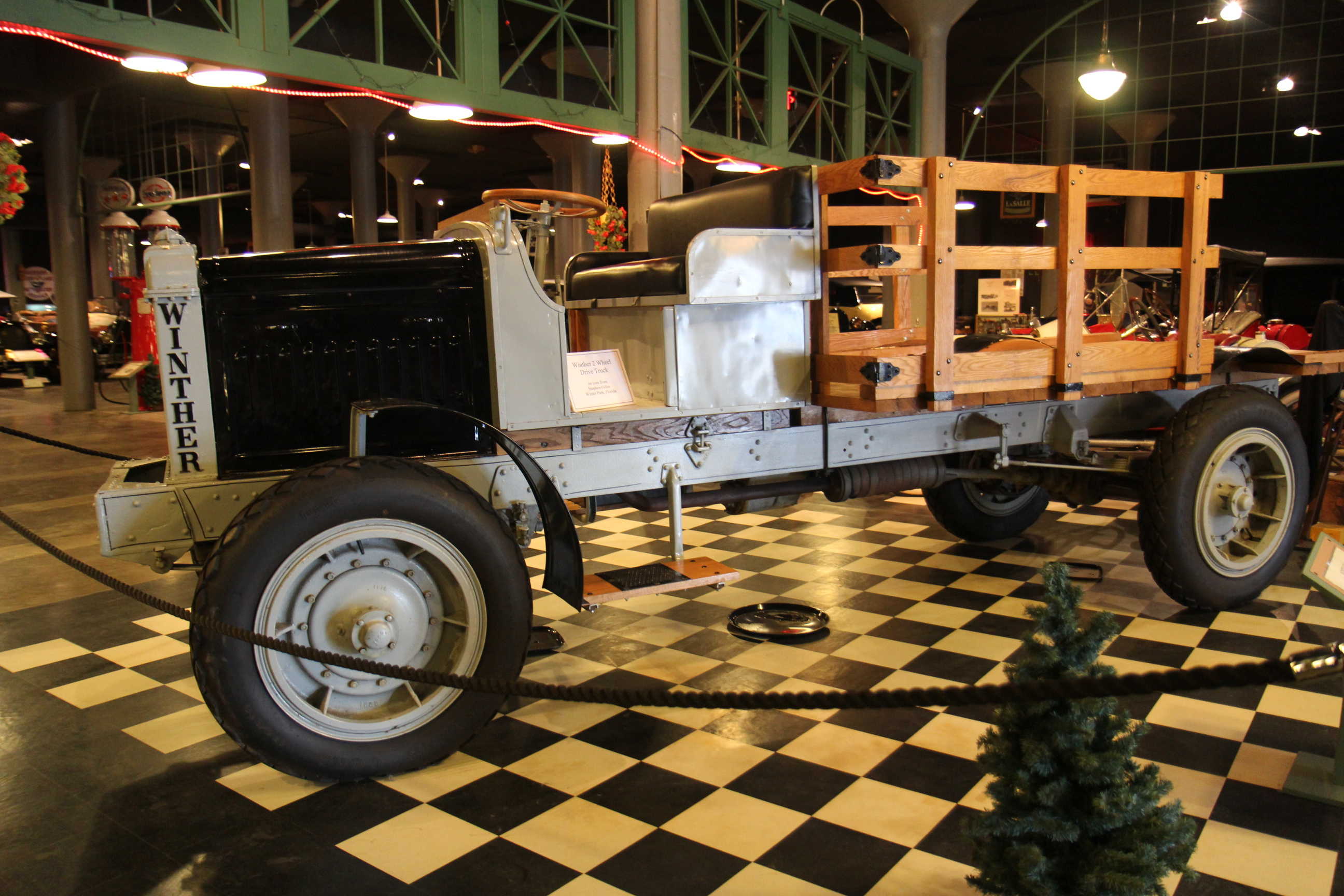
Camión Winther Model 48

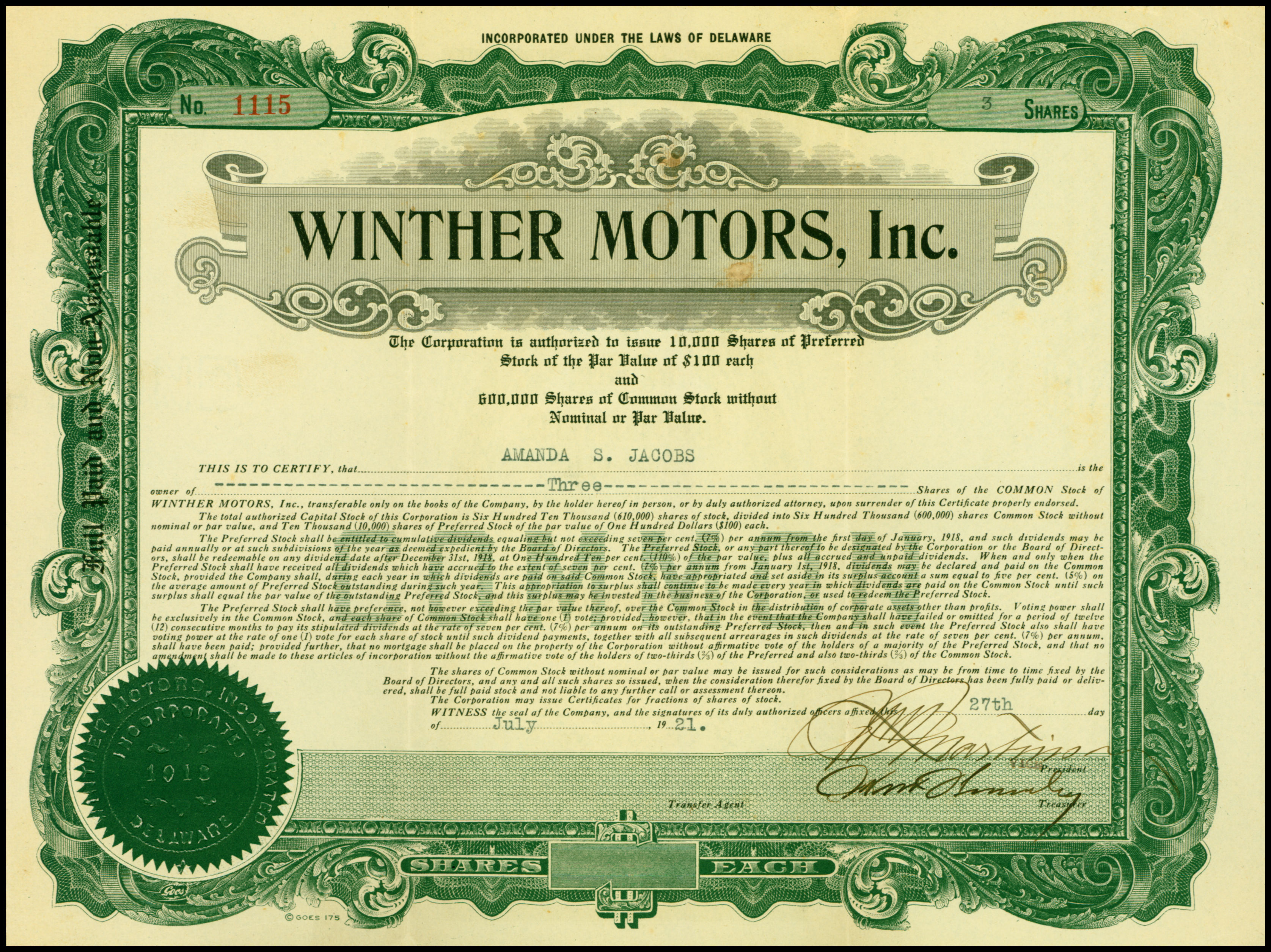
Acción de la compañía

Martin P. Winther ya había adquirido experiencia en la construcción de automóviles en la Thomas B. Jeffery Company. En 1917 fundó la Winther Motor Truck Company. La empresa se registró en Winthrop Harbor (Illinois). La empresa se dedicó inicialmente a la fabricación de vehículos comerciales bajo la marca Winther.
En 1918 tuvo lugar el traslado a Kenosha en Wisconsin. El nombre de la empresa pasó a ser Winthrop Motor Truck Company y la marca de sus productos se cambió a Winther-Marwin. Ya en 1921, la empresa cambió de nuevo de nombre para llamarse "Winther Motors" y se eligió "Winther" como nombre de marca nuevamente. La producción de camiones terminó en 1926.
En noviembre de 1919, Martin P. Winther anunció que también le gustaría producir automóviles de turismo en el futuro. En mayo de 1920 estuvo listo el primer vehículo. Sin embargo, la primera presentación pública tuvo lugar a principios de 1921, durante el Salón del Automóvil de Chicago. La producción de automóviles terminó en 1923. Se construyeron un total de tan solo 336 unidades. La compañía Wisconsin Automobile Corporation se hizo cargo de los planes de construcción.
La compañía se disolvió en 1926. Se considera a la Kenosha Fire Engine & Truck Company su empresa sucesora.

## Vehículos
El camión tenía un motor V4 fabricado por la Wisconsin Motor Manufacturing Company. El Winther tenía tracción trasera, mientras que el Winther-Marwin disponía de tracción en las cuatro ruedas y se usaba con fines militares. Estaban disponibles modelos de 2, 3, 4 y 6 toneladas de carga útil. Posteriormente, la gama se amplió con un modelo de una tonelada y con otro de siete toneladas. Este último tenía un motor de cuatro cilindros Herschell-Spillman. También llegó a producirse un camión con una carga útil de 1,5 toneladas en 1919.
El único modelo de automóvil fue el Six-61. Estaba equipado con un motor V6 Herschell-Spillman de 60 caballos de potencia, y el chasis tenía una distancia entre ejes de 305 cm. La única carrocería disponible era un turismo abierto con cinco asientos. Su precio era de 2.890 dólares en el primer año de comercialización, y de 2.250 a partir de entonces. "Diseñado para críticos - Construido por mecánicos" era el eslogan publicitario del Six-61.
Los patrones de la carrocería se vendieron a GD Harris de Menasha (Wisconsin), quien continuó la producción del automóvil como "Harris Six".